# Tórtora rosa i grisa
La tórtora rosa i grisa o tórtora de collar (Streptopelia roseogrisea) és un au de la família dels colúmbids (Columbidae) que habita estepes i sabanes de l'àrea del Sahel africà, des del Senegal i Mauritània cap a l'est fins al sud-est d'Egipte, Etiòpia, Eritrea, Djibouti, nord de Somàlia i sud-oest de la Península Aràbiga.
La tórtora domèstica (Streptopelia roseogrisea "risoria") va ser probablement de les primeres aus doméstiques exclusivament ornamentals, molt abans que els populars canaris i periquitos. Existeix una extensa gamma de mutacions tant de color com de ploma i és, sens dubte, l'espècie més adequada per iniciar-se a la ornitocultura donada per la seva marcada docilitat de caràcter hereditari.
El seu ús com a mascota la ha ajudat a colonitzar diferents indrets per tot el món, com ara els Països Catalans on està en expansió, sobretot a Mallorca i el País Valencià.Per aquest motiu ha estat inclosa com a espècie exòtica invasora, malgrat tenir un potencial molt feble. Aquesta categoria prohibeix el seu manteniment, compra, venda, cria, transport o regal.